# オン (バンド)
オン（ON）は、アメリカのロックバンド。1999年、フェイリュア解散後のケン・アンドリュースのソロ・プロジェクトとして発足し、エピック・レコードと契約した。同年にEP『Soluble Words』でデビュー。2000年6月に1stアルバム『Shifting Skin』をリリースした。フェイリュアでのヘヴィなギターサウンドから、キーボードやエレクトロニクスをフィーチャーしたポップな音楽性に変化した。2002年に2ndアルバム『Make Believe』をCD Babyよりリリース後、アンドリュースはイヤー・オブ・ザ・ラビットを結成し、オンの活動を終えた。

## ディスコグラフィ

### スタジオ・アルバム
- Shifting Skin (2000年、Epic)
- Make Believe (2002年)

### EP、シングル
- Soluble Words (1999年、Epic)
- Slingshot (2000年、Epic)